# Richard Henry Lee
(La risoluzione proposta da Richard Henry Lee il 7 giugno 1776 durante il Secondo congresso continentale)
Richard Henry Lee (Stratford Hall Plantation, 20 gennaio 1732 – Chantilly, 19 giugno 1794) è stato un politico statunitense.
Venne eletto come sesto presidente del Congresso degli Stati Uniti, incarico che mantenne dal 30 novembre, 1784 al 22 novembre 1785. In questo incarico fu preceduto da Thomas Mifflin e gli succedette John Hancock.
Lee nacque a Stratford Hall Plantation in Virginia, colono proveniente dalla Gran Bretagna, figlio del colonnello Thomas Lee e di Hannah Harrison Ludwel, e fu fratello di Francis Lightfoot Lee
Richard venne inviato a studiare in Inghilterra alla Queen Elizabeth Grammar School nello Yorkshire. Nel 1752 fece ritorno in Virginia, dove iniziò a fare praticantato in uno studio legale.

## La sua prima carriera
Nel 1757 ricevette l'incarico di giudice di pace per la contea del Westmoreland. Nel 1761 egli venne eletto alla House of Burgesses della Virginia. Grande fautore dell'indipendenza delle colonie, fu uno dei primi a creare i comitati di corrispondenza fra i molti americani con l'ideale dell'indipendenza sparsi nelle varie colonie.

## Rivoluzione americana
Nell'agosto del 1774, Lee fu scelto come delegato al Primo congresso continentale di Philadelphia. Nel 1775 divenne colonnello della milizia della contea del Westmoreland. Nella Risoluzione di Lee del 7 giugno 1776, Lee chiese al Congresso Continentale di dichiarare l'indipendenza dall'Inghilterra. A seguito dell'assenza di Lee alla seduta del Congresso, dovuta ad una grave malattia della moglie, Thomas Jefferson scrisse poi la Dichiarazione d'indipendenza.